# Simulium pangunaense
Simulium pangunaense är en tvåvingeart som beskrevs av Takaoka 1995. Simulium pangunaense ingår i släktet Simulium och familjen knott. Inga underarter finns listade i Catalogue of Life.